# Maison d'éducation de la Légion d'honneur

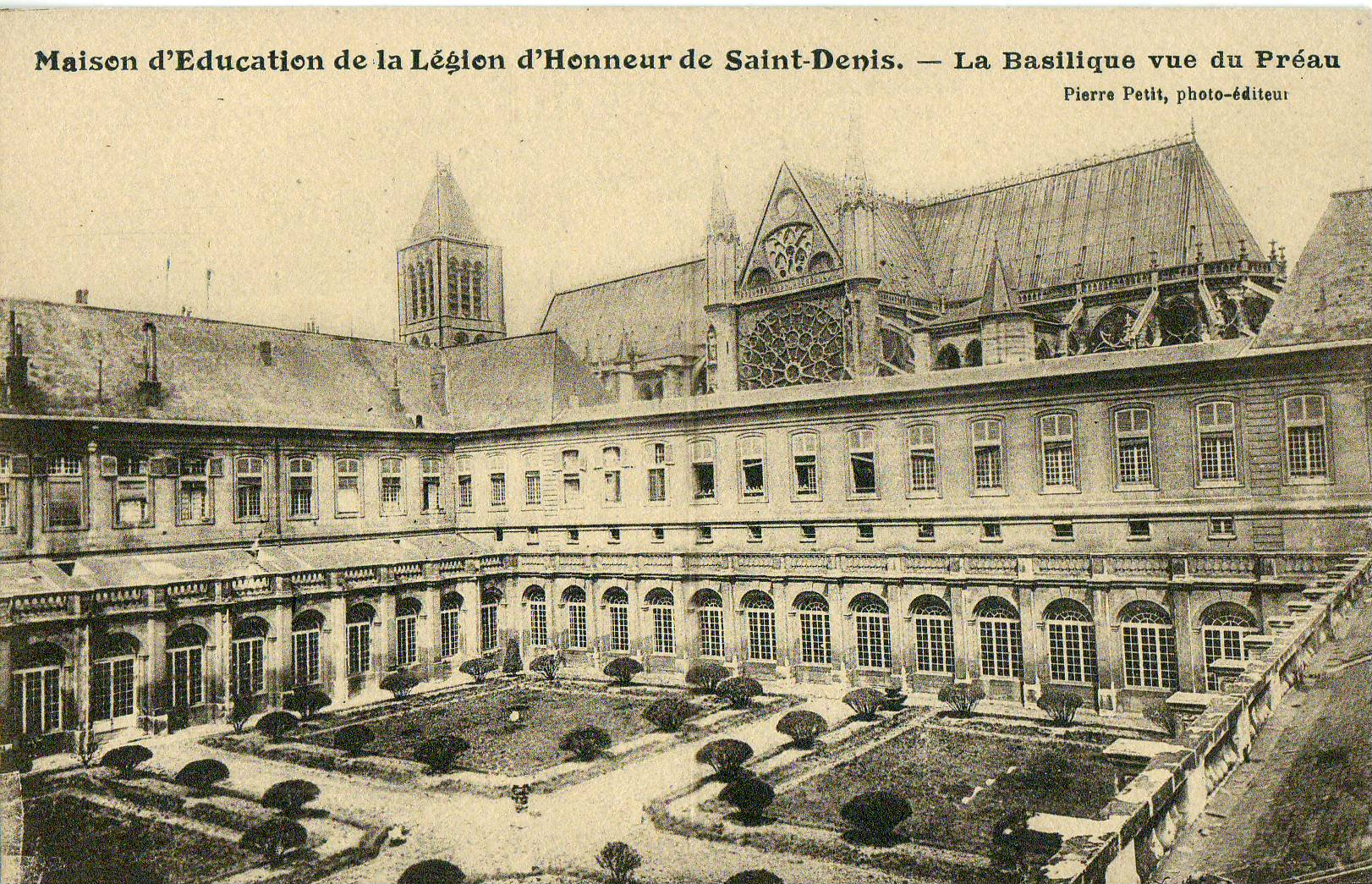
Maison d'éducation de la Légion d'Honneur de Saint-Denis - La Basilique vue du Préau

Maison d'éducation de la Légion d'honneur är ett antal skolor i Frankrike, alla med samma namn, som grundades av Napoleon för att förse döttrar till militärer med sekundärutbildning.

## Historik
Under franska revolutionen stängdes klosterskolorna, som hade varit nästan de enda skolor öppna för flickor i Frankrike. Efter revolutionen öppnades ett antal oreglerade privata flickskolor, av vilka L'Institution nationale de Saint-Germain var den mest uppmärksammade. 
När Napoleon grundade ett statligt utbildningsystem för pojkar i Frankrike, uppkom önskningar om att staten skulle förse även flickor med utbildning. Napoleon var inte intresserad av att ge flickor högre utbildning, men mötte önskningarna genom att grunda skolor som skulle förse åtminstone döttrar till militärer med utbildning. Han bildade därför 1805 Maison d'éducation de la Légion d'honneur: flera skolor med detta namn bildades sedan i olika orter. De var ursprungligen reserverade endast för döttrar eller andra avkomlingar till franska soldater som had emottagit hederslegionen.